# Volaille
Une volaille est un oiseau domestique, appartenant généralement aux gallinacés ou aux palmipèdes, élevé pour sa chair, ses œufs, ses plumes. L'échelle d'élevage des volailles va de l'intensif industriel spécialisé pouvant regrouper des centaines de milliers d'individu à l'élevage paysan, fermier ou familial des quelques oiseaux rustiques.
Il faut noter qu'en cuisine le lapin est considéré comme une volaille.

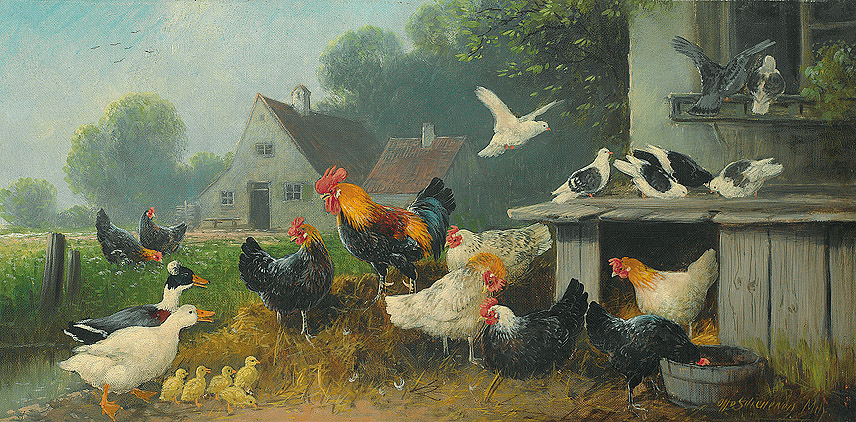
Volailles d'un poulailler traditionnel européen (en coexistence avec les pigeons).

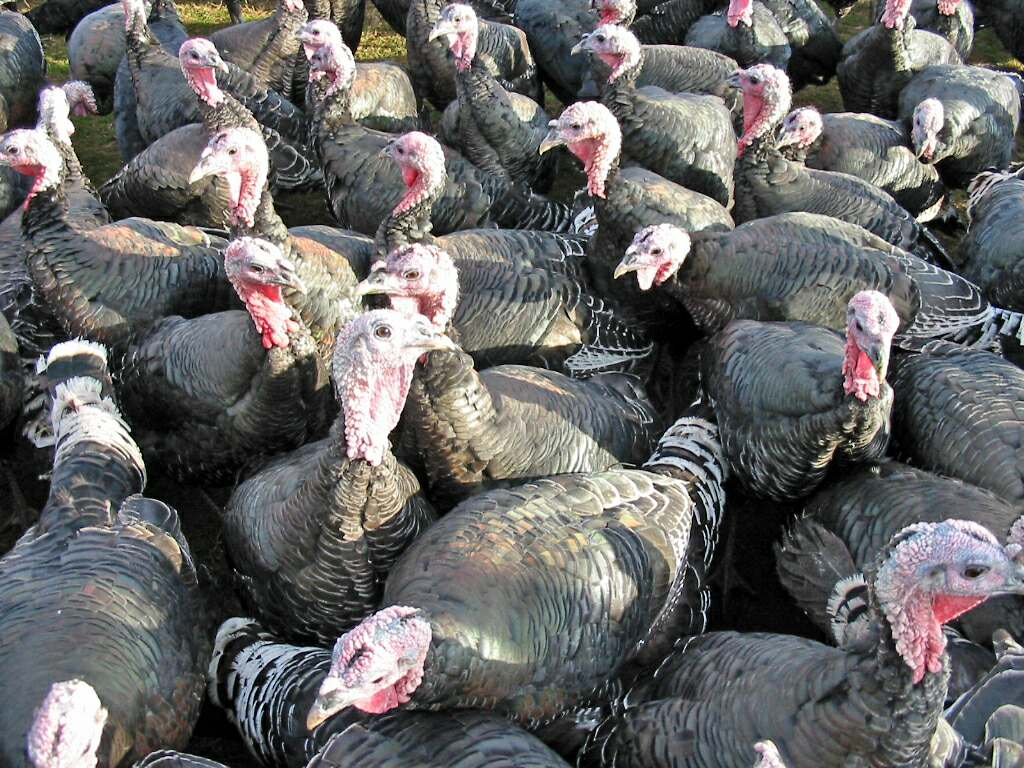
Élevage de dindes.

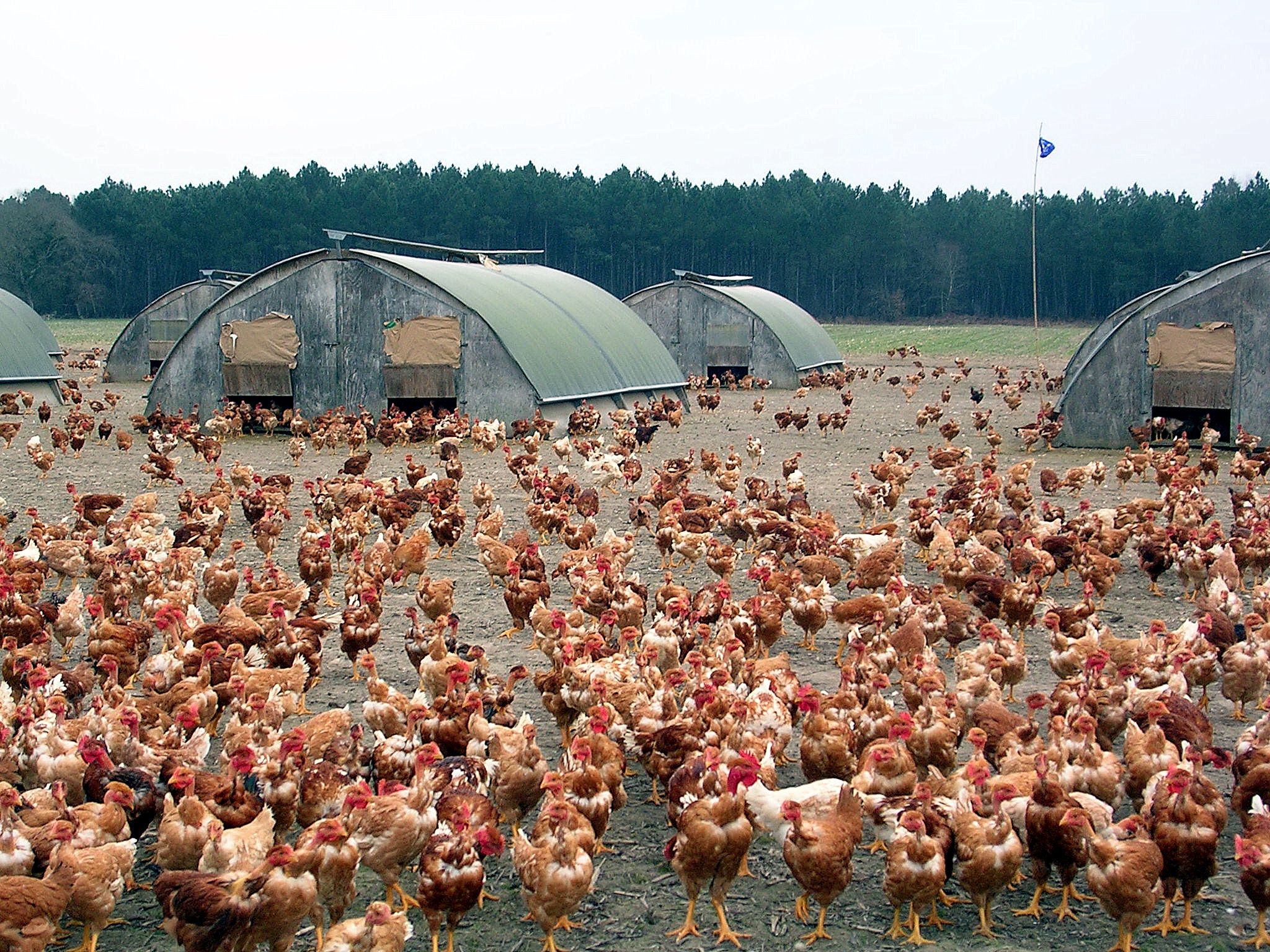
Élevage semi-industriel de poules en plein air (Landes, France).

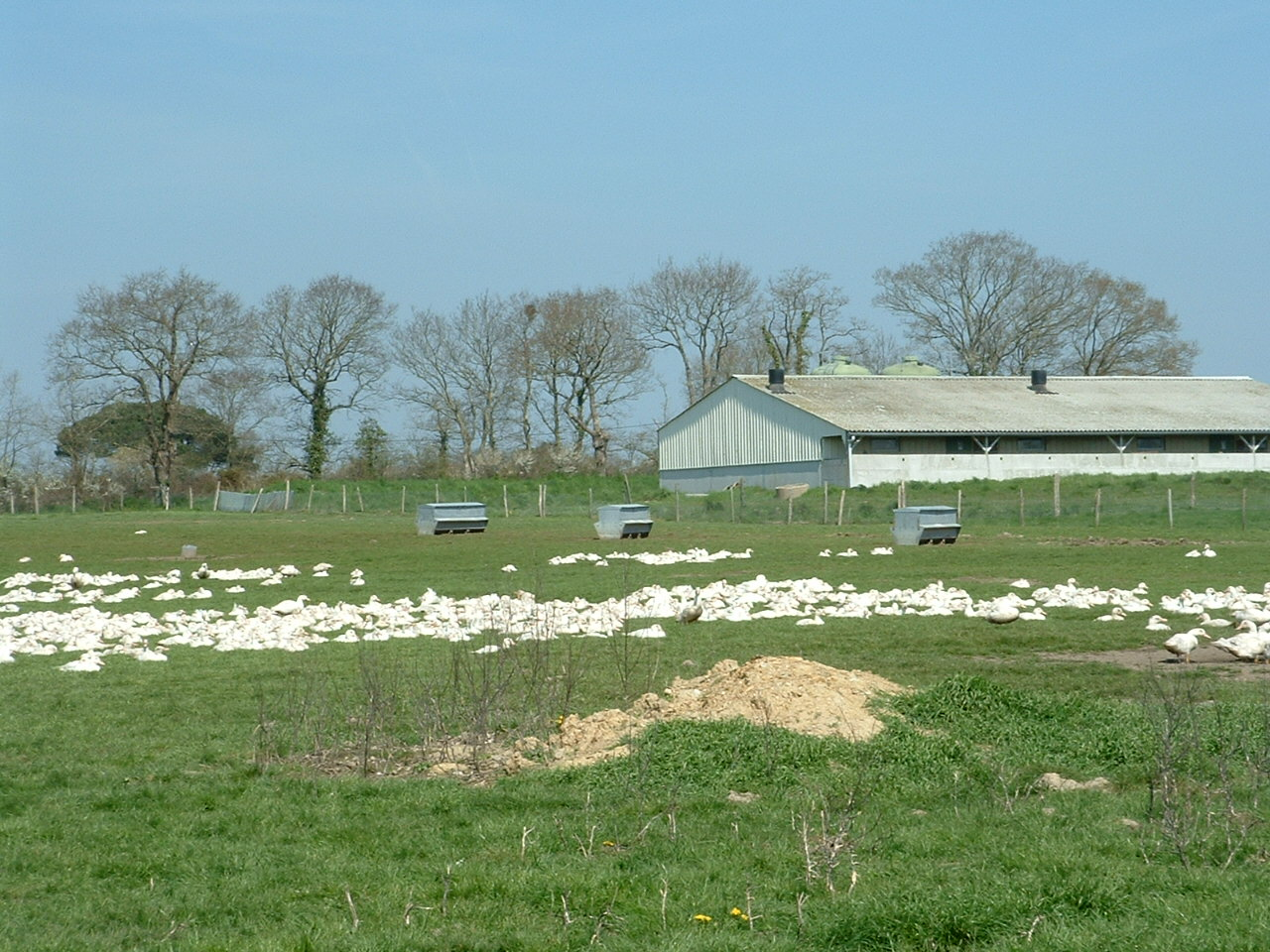
Élevage semi-industriel de canards en plein air (Chauvé, France).

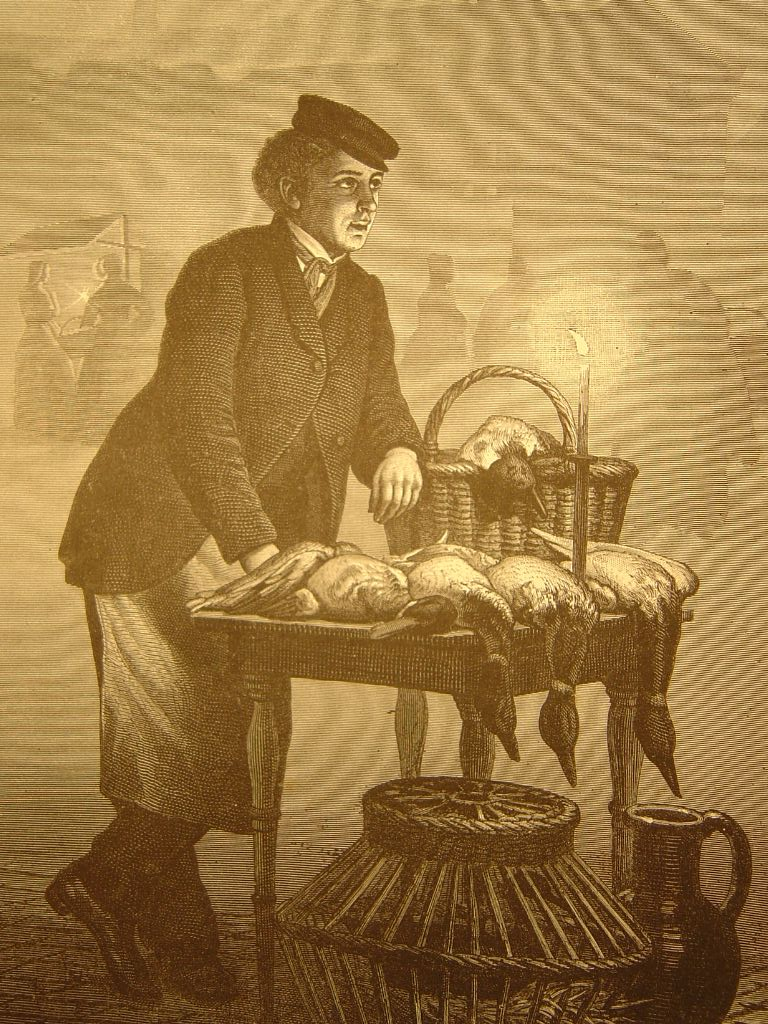
Marchand de volailles (vers 1870).

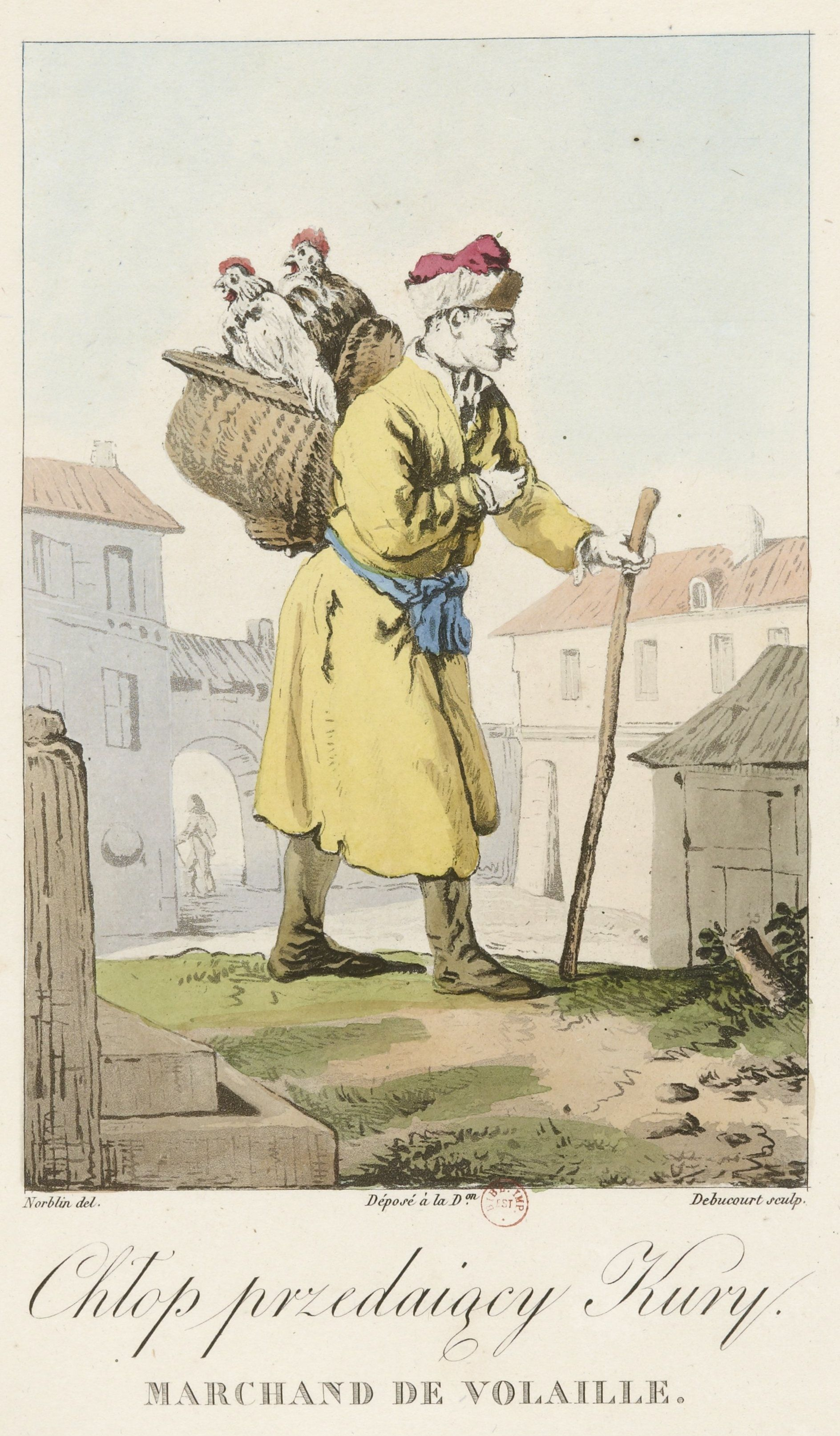
Les volailles étaient aussi vendues vivantes sur le marché, ou comme ici par un marchand itinérant (vers 1800) ; soit faute de chaine du froid, soit pour la production familiale d'œufs et de viande.

## Espèces
Les volailles les plus courantes sont, par ordre de masse/taille moyenne décroissante :
- l'oie (le mâle est le jars, le petit, l'oison) ;
- la dinde (le mâle est le dindon, le jeune mâle le dindonneau) ;
- le canard (la femelle est la cane, le petit, le caneton ou canette) ;
- la poule (le mâle s'appelle le coq, et la volaille élevée pour sa chair le poulet). On vend aussi des petits poulets sous le nom de coquelets. L'œuf de poule est de loin l'œuf le plus courant dans la consommation humaine ;
- la pintade.

Le chapon est un poulet mâle castré et spécialement élevé pour une plus grande tendreté. Son poids est plus élevé que celui d'un poulet normal. L'équivalent femelle est la poularde, plus petite, c'est une poulette dont on a ôté les ovaires.
On élève aussi les oiseaux suivants pour leur chair et parfois leur œufs :
- la caille ;
- le faisan ;
- le pigeon.

En cuisine, le lapin domestique est souvent classé parmi les volailles. Sans doute parce qu'il était traditionnellement élevé en basse-cour et que sa viande se prépare de la même façon que celle des volailles.[réf. souhaitée]
Dans Le Ventre de Paris, Émile Zola écrit : « […] La belle Lisa trouva Marjolin au milieu de la volaille… », s'ensuit une liste comprenant : oies, lapins, poulets, pigeons, canards, dindes et encore le lapin !
Un autre oiseau d'élevage est apparu depuis quelques années : l'autruche, qui fournit sa chair, ses œufs mais également ses plumes pour la haute couture et la chapellerie ainsi que son cuir en maroquinerie. Elle donne une viande rouge, beaucoup plus proche de la viande de bœuf que des volailles traditionnelles.

## Viande de volaille

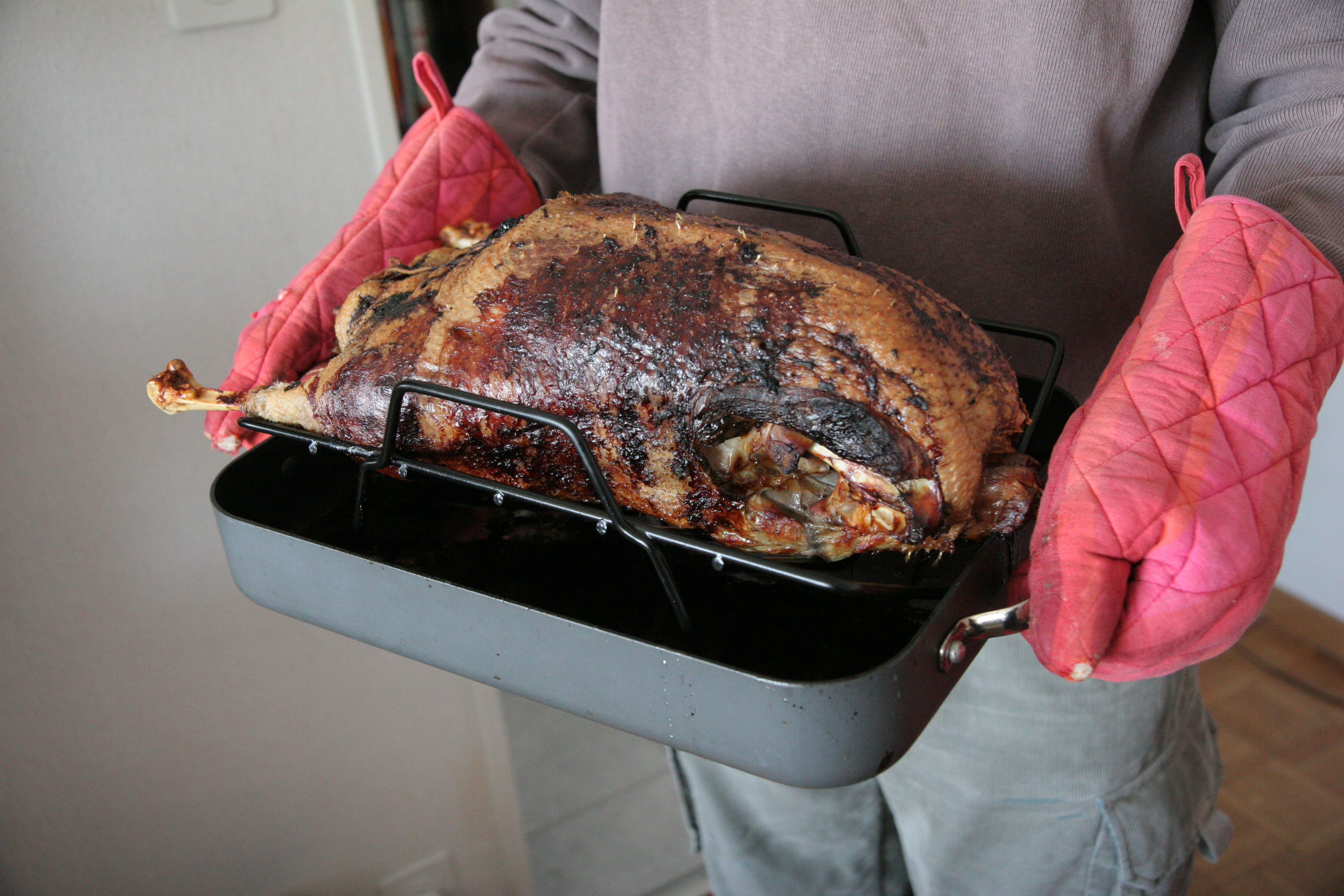
Oie rôtie.

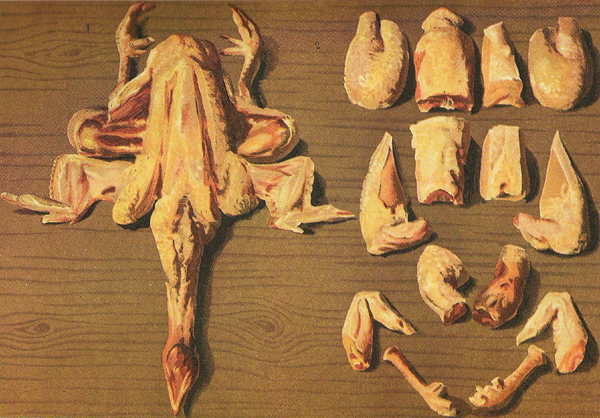
« La découpe du poulet », planche en couleur tirée du Livre de cuisine de Jules Gouffé (1867).

Selon le législateur, une volaille effilée est un sujet ayant subi l'ablation de l'intestin par l'orifice cloacal sans enlèvement des autres viscères (jabot, foie, gésier, cœur et poumons) ni des abattis (pattes, tête et cou).
Alors qu'une volaille éviscérée (ou prête à cuire) a subi l'ablation totale de l'œsophage et du jabot, de la trachée, des viscères thoraciques (cœur et poumons) et abdominaux (proventricule, gésier, intestin, foie), du cou (celui-ci étant coupé à sa naissance thoracique et un morceau de peau du cou suffisamment grand mais non excessif étant rabattu de telle sorte que l'ouverture soit masquée) et des pattes — ces dernières étant coupées à l'articulation du jarret ou, au maximum, un centimètre au-dessous de cette articulation.
Elle peut être présentée soit sans abats, soit avec abats, auquel cas ceux-ci font obligatoirement l'objet d'un conditionnement comprenant le foie (dépourvu de vésicule biliaire), le gésier (dépourvu de revêtement corné), le cœur (dépourvu de membrane péricardique), éventuellement la tête et le cou.
On distingue les parties suivantes dans la découpe de la volaille :
- les « blancs », masse pectorale. Ceux-ci ont parfois tendance à se dessécher lors des cuissons rôties ;
- les cuisses ;
- les ailes.

## Production
- La France a produit en 2004 près de deux millions de tonnes de volailles dont 40 % proviennent de Bretagne et 23 % des Pays de la Loire. Elle est le premier producteur européen avec 36 %[Quoi ?]
- Les trois premiers producteurs mondiaux sont (en 2004) les États-Unis avec 18 millions de tonnes, la Chine avec 14 millions de tonnes et le Brésil avec 9 millions de tonnes.

### Production mondiale
Production indigène de viande de volaille, année 2005, en tonnes (source : FAOSTAT)
| 2005        | Viande de volaille | Viande de poule | Viande de dinde | Viande de canard | Viande d'oie |
| Monde       | 80 751 224         | 69 763 732      | 5 205 382       | 3 433 242        | 2 330 026    |
|             |                    |                 |                 |                  |              |
| États-Unis  | 18 541 500         | 16 030 000      | 2 460 000       | 51 500           |              |
| Chine       | 14 652 621         | 10 123 092      | 3 766           | 2 349 420        | 2 176 342    |
| Brésil      | 8 895 458          | 8 668 500       | 219 584         | 7 374            |              |
| Mexique     | 2 259 112          | 2 220 520       | 18 342          | 20 250           |              |
| France      | 2 012 800          | 1 165 000       | 633 000         | 207 800          | 7 000        |
| Inde        | 1 968 484          | 1 901 406       |                 | 67 078           |              |
| Ex-URSS     | 1 881 593          | 1 881 293       | 300             |                  |              |
| Royaume-Uni | 1 591 890          | 1 315 000       | 235 826         | 38 093           | 2 970        |
| Espagne     | 1 317 472          | 1 307 000       | 10 472          |                  |              |
| Japon       | 1 270 816          | 1 270 801       | 15              |                  |              |
| Indonésie   | 1 267 375          | 1 243 975       |                 | 23 400           |              |
| Canada      | 1 133 350          | 975 000         | 147 700         | 9 750            | 900          |
| Allemagne   | 1 134 447          | 710 000         | 375 000         | 45 024           | 4 423        |
| Thaïlande   | 1 053 059          | 968 975         |                 | 83 284           | 800          |
| Italie      | 1 000 000          | 700 000         | 300 000         |                  |              |

### Bilan production/exportations/importations
Production, exportations, importations et disponibilités intérieures de viande de volaille, année 2002, en tonnes (source : FAO)
| 2002        | Production | Importations | Exportations | Disponibilités intérieures |
| Monde       | 74 529 292 | –            | –            | 74 529 292                 |
| États-Unis  | 17 268 070 | 28 360       | 2 652 617    | 14 580 313                 |
| Chine       | 13 383 458 | 1 447 778    | 1 135 226    | 13 726 010                 |
| Brésil      | 7 239 215  | 649          | 1 717 571    | 5 522 293                  |
| Mexique     | 2 123 250  | 399 058      | 7 323        | 2 514 985                  |
| Russie      | 935 442    | 1 380 745    | 1 264        | 2 314 923                  |
| Japon       | 1 229 101  | 854 955      | 3 284        | 2 080 772                  |
| Royaume-Uni | 1 533 300  | 455 916      | 222 429      | 1 766 787                  |
| France      | 2 221 600  | 168 812      | 718 250      | 1 672 163                  |
| Inde        | 1 401 050  | 14           | 0,363        | 1 400 094                  |
| Canada      | 1 110 549  | 146 767      | 114 267      | 1 142 744                  |
| Allemagne   | 892 000    | 498 522      | 253 577      | 1 136 945                  |
| Espagne     | 1 042 000  | 109 207      | 71 942       | 1 079 265                  |
| Italie      | 1 156 000  | 34 052       | 147 720      | 1 042 332                  |

### Évolution
|                  | 1964  | 1969  | 1974  | 1979  | 1984  | 1989   | 1994   | 1999   | 2004   |  | bilan 2005 (en million de tonnes) |
| ---------------- | ----- | ----- | ----- | ----- | ----- | ------ | ------ | ------ | ------ |  | --------------------------------- |
| Poule domestique | 4 228 | 4 986 | 5 801 | 6 922 | 8 275 | 10 285 | 12 535 | 13 689 | 16 365 |  | 69,8                              |
| Oie              | 41    | 52    | 61    | 69    | 81    | 117    | 209    | 218    | 295    |  | 2,3                               |
| Canard           | 216   | 250   | 300   | 339   | 399   | 519    | 764    | 865    | 1 032  |  | 3,4                               |
| Dindon           | 86    | 85    | 140   | 188   | 208   | 238    | 240    | 267    | 277    |  | 5,2                               |

### En France
Administratif :

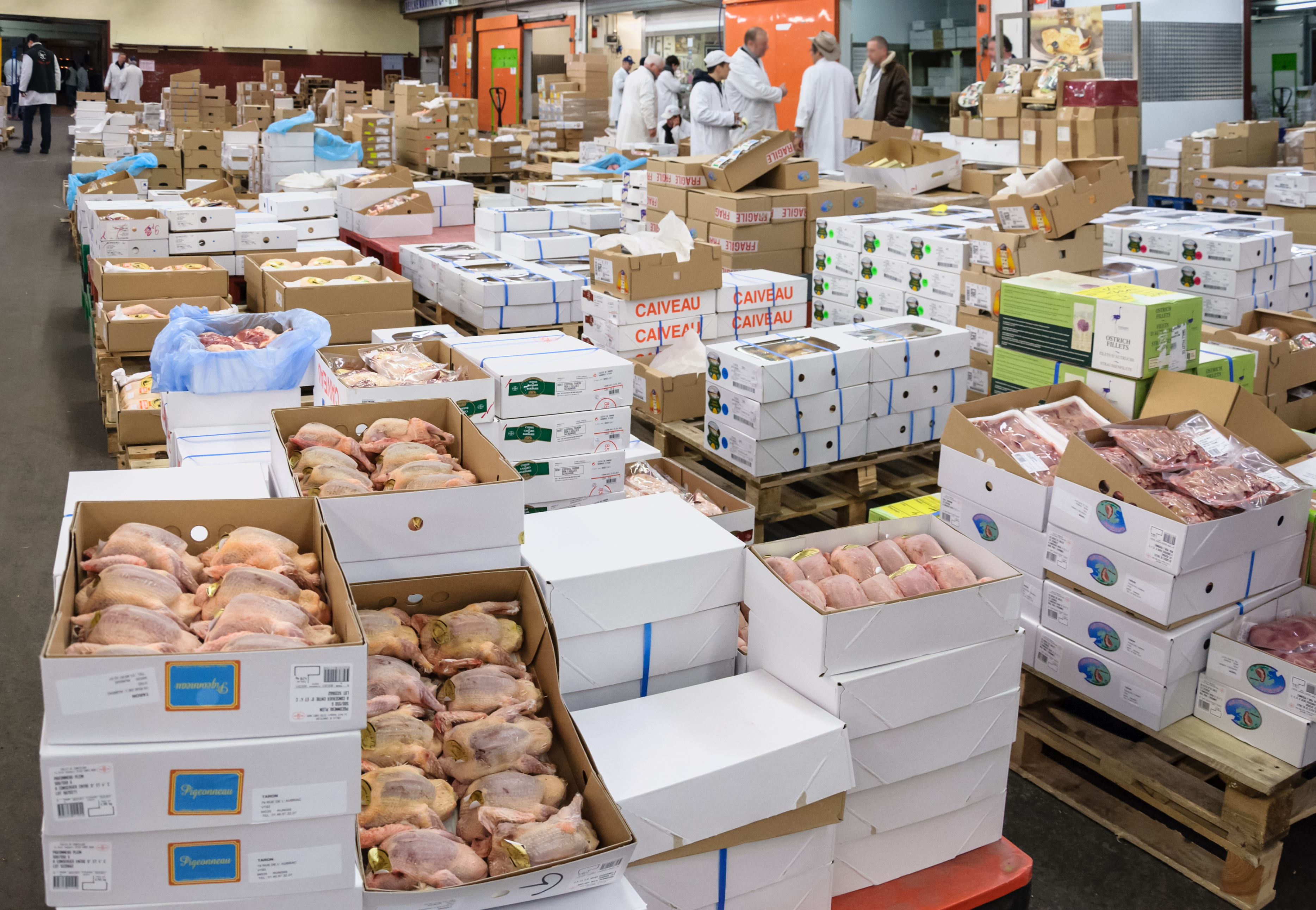
Dans le pavillon de la volaille du marché international de Rungis (France).

- La seule appellation d'origine de volaille préservée par le système AOC est celle des poulets, chapons, poulardes et dindes de Bresse quand leur viande est vouée au commerce.
- Les volailles Label Rouge (poulet, chapon, poularde, chapon de pintade, dinde, oie, caille) sont élevées selon un cahier des charges enregistré par l'administration. Ainsi un poulet, quand il est destiné à être transformé en carcasse de poulet Label Rouge, doit être issu d'un élevage dont le cheptel doit être fractionné en bandes de 3500 volailles chacune, ne doit être abattu qu'à 81 jours, doit disposer d'un minimum d'espace dans le bâtiment (11 poulets/m2), accéder à un parcours extérieur (2 m2/poulet) et être nourri avec 75 % de céréales. Parmi les marques ou dénominations de viande de volaille commercialisées sous ce label, certaines sont économiquement attachées à une zone et sont enregistrées comme IGP (Volailles des Landes, Volaille de Loué, Oie d'Anjou, Volailles de la Drôme).

L'administration française possède sa définition enregistrée de ce qu'est une volaille : « tout oiseau élevé ou détenu en captivité à des fins de reproduction, de production de viande, d'œufs de consommation ou de tout autre produit et de repeuplement de population de gibier à plumes ». Également, la terminologie administrative française parle d'« aviculture » et d'« aviculteur » pour identifier un élevage et un agriculteur déclarés comme spécialisés dans l'élevage de la volaille.

## Consommation

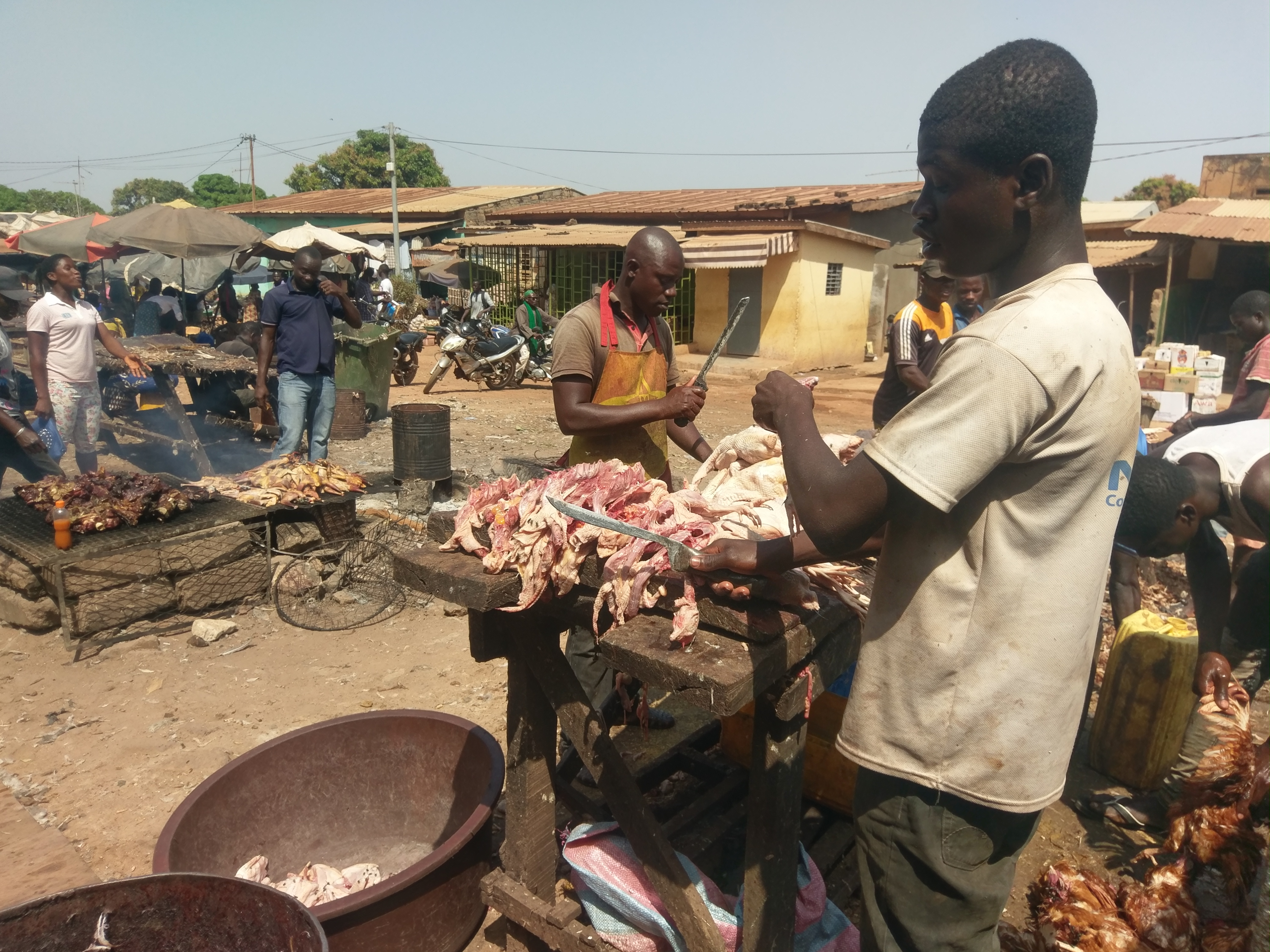
En Côte d'Ivoire, le poulet est consommé de moult façons. Ici, à Korhogo dans le nord du pays, il est dit « braisé » façon ivoirienne

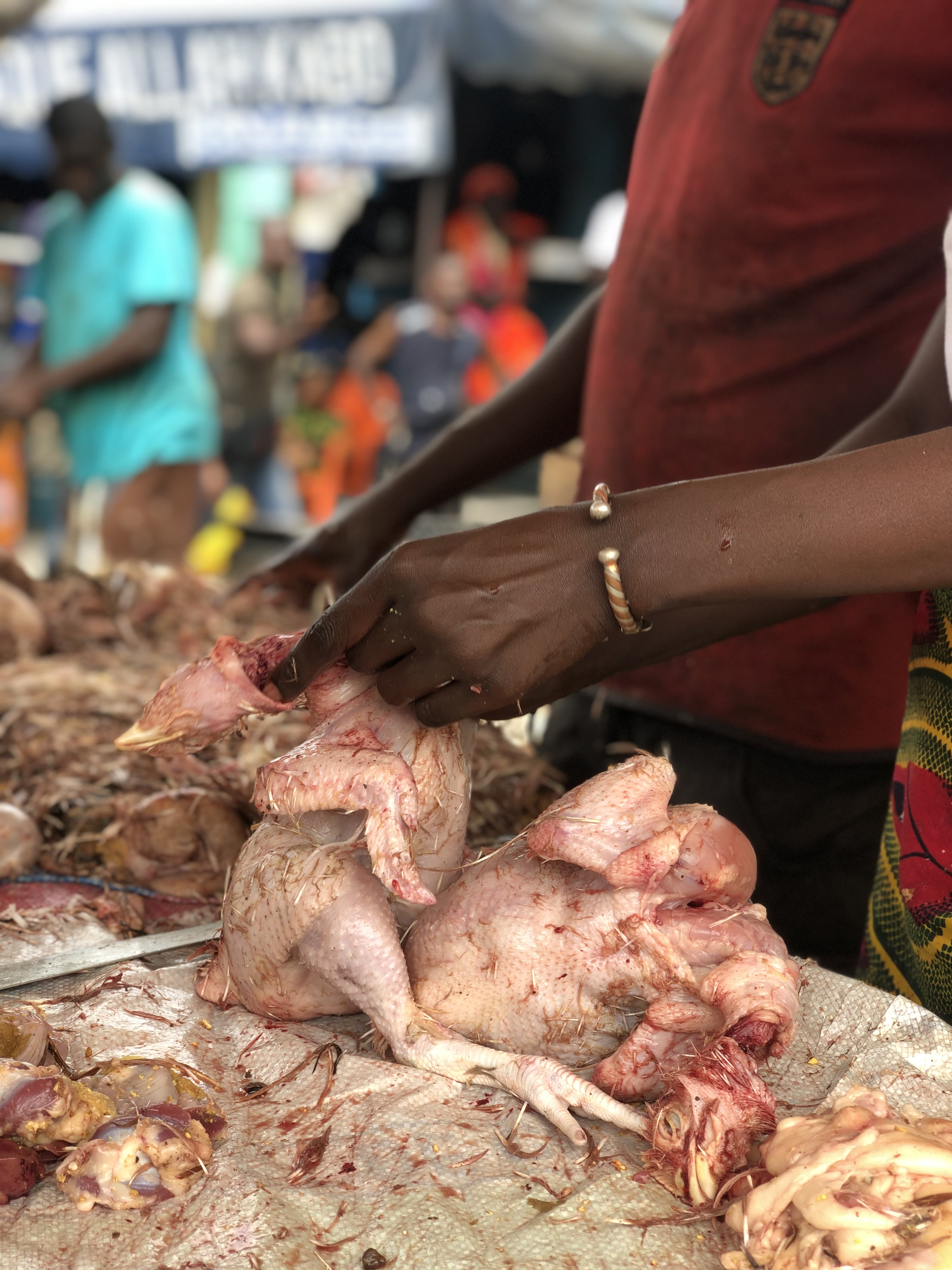
Abbatoir de poulet au grand de Marché de Yamoussoukro

En France, il s'agit, en quantité consommée, de la deuxième viande (30 kg/an/habitant), après le porc (38 kg/an/habitant), puis vient en troisième position la viande bovine (27 kg/an/habitant).

## Aspects sanitaires et vétérinaires
Les volailles peuvent être infestées par divers parasites internes (endoparasites) ou externes (ectoparasites, acariens en général (tels que Ornithonyssus Sylviarum et parfois tiques telle que Dermanyssus par exemple). Ces parasites sont tous potentiellement vecteurs de certaines maladies ou zoonoses. 

Les volailles peuvent aussi être infectées par de nombreux virus et microbes (dont le virus de la grippe aviaire).
La promiscuité des animaux et le manque de diversité génétique des élevages industriels sont favorables au développement rapide de parasitoses et de maladies transmissibles.
Ces dernières font donc l'objet d'un suivi vétérinaire particulier (sous l'égide de l'OIE et de la FAO, au niveau international pour certaines), et pour certaines pathologies de vaccination.

#### Album

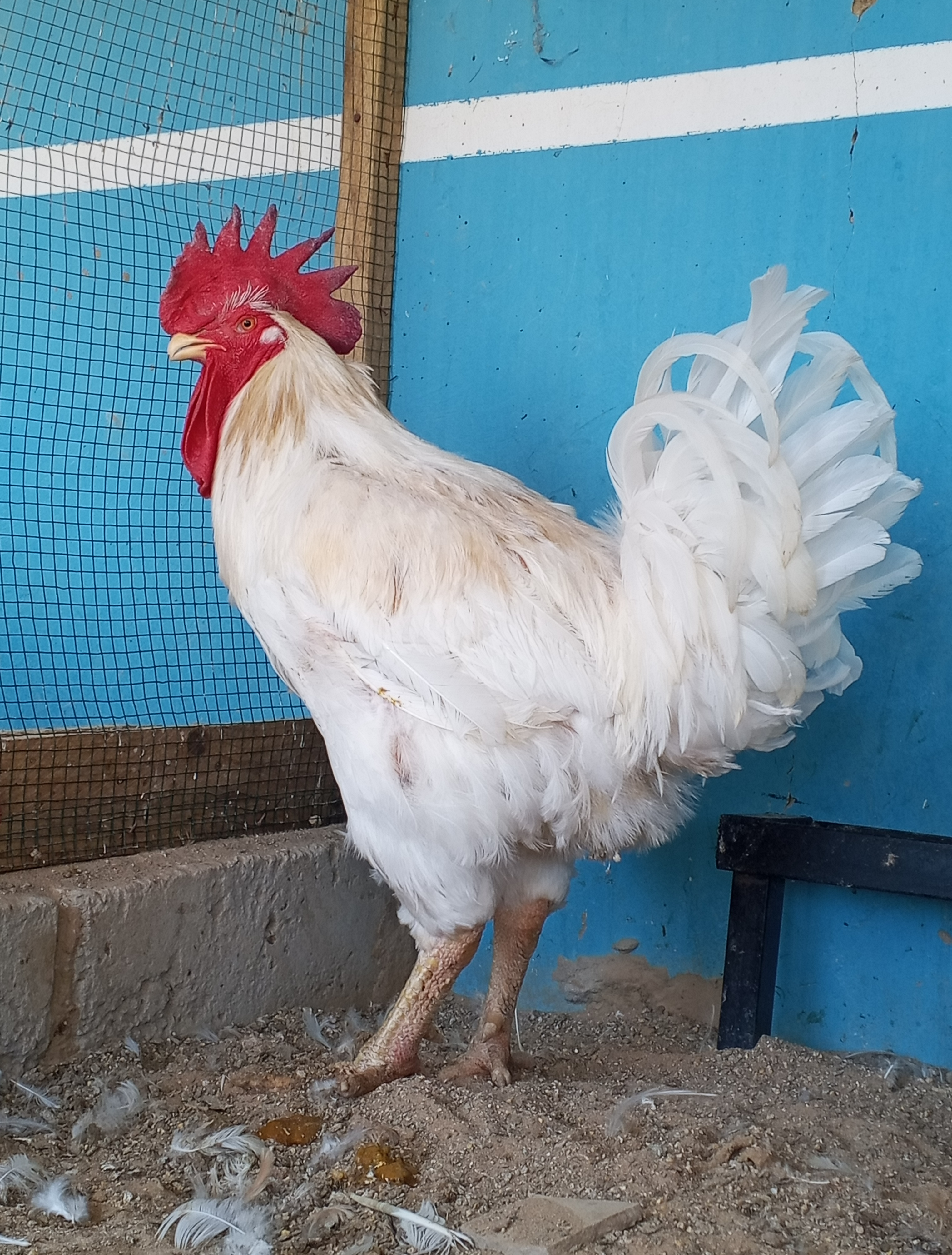
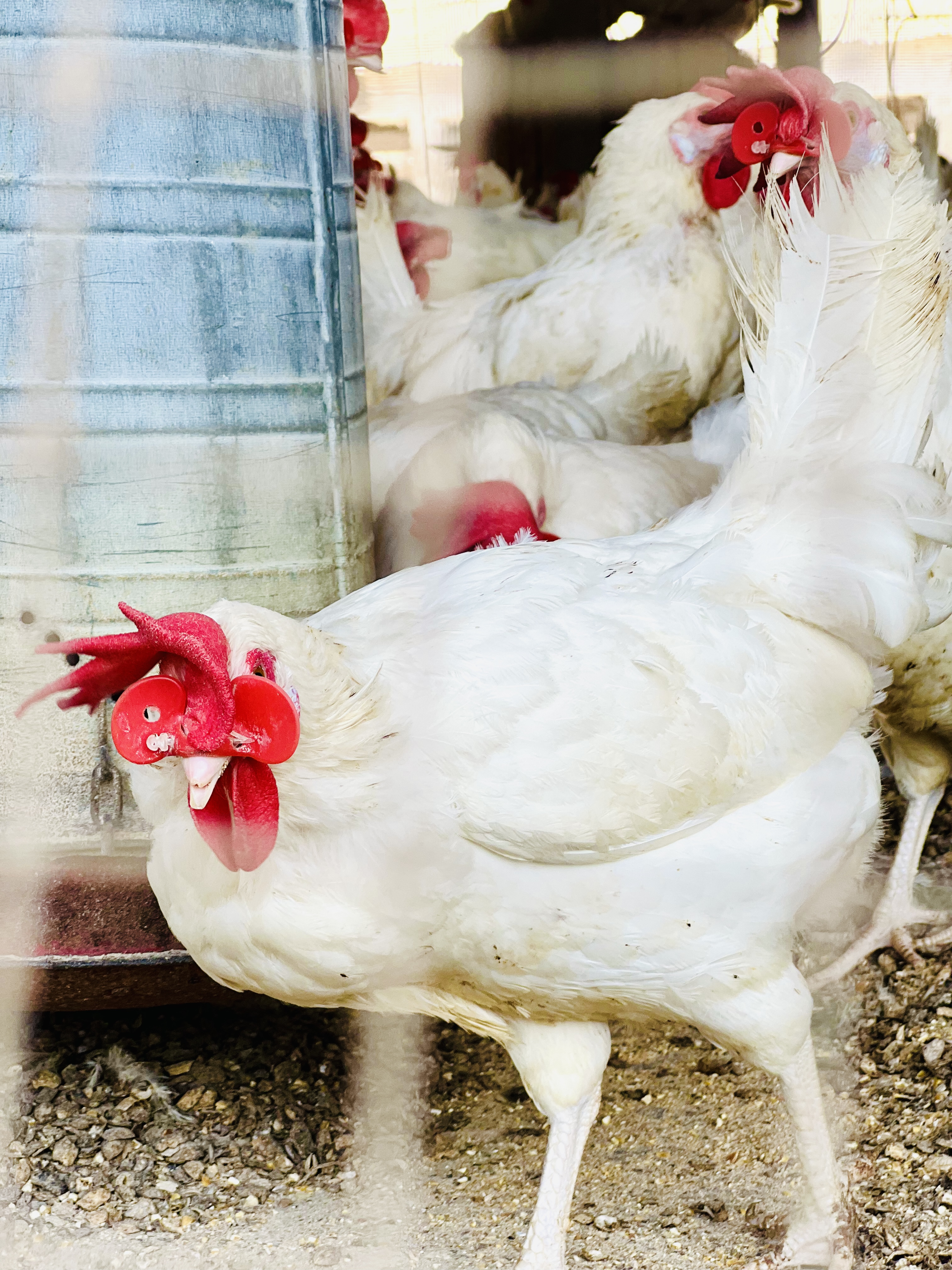